# 米尔根杰 (北方邦)
米尔根杰（羅馬化：Mirganj）是印度北方邦巴雷利縣的一个城镇。总人口13336（2001年）。

## 人口
该地2001年总人口13336人，其中男性7033人，女性6303人；0—6岁人口2164人，其中男1180人，女984人；识字率44.05%，其中男性为52.37%，女性为34.76%。